# 1970年8月17日月食
1970年8月17日月食为一次在协调世界时1970年8月17日出現的月偏食。該次月食半影食分為1.377、全影食分為0.414。偏食維持了66分。

## 概述
這次月食的食分是21.77，偏食維持了66分。

## 基本參數
- 類型：月偏食
- 食甚資料：
  - 日期：1970年8月17日
  - 時間：3:23
  - 月球位置：赤經21.77度、赤緯-14.3度
  - 食分：半影食分：1.377、全影食分：0.414
  - 持續時間：偏食66分

## 外部連結
- NASA月食專頁（页面存档备份，存于）（英文）